# Hypertonique
Pour les articles homonymes, voir Hypertonique (homonymie).
En biologie, un environnement cellulaire hypertonique est un environnement ayant une concentration supérieure en solutés à celle du cytoplasme. Dans un environnement hypertonique, la pression osmotique incite l'eau à quitter la cellule ; le cytoplasme peut ainsi devenir si concentré que la cellule a des difficultés à fonctionner.
Chez les cellules végétales l'effet est plus dramatique. La membrane cellulaire (plasmalemme) se détache de la paroi cellulaire, mais les cellules restent jointes à leurs voisines par des points appelés plasmodesmes. Ainsi la cellule prend l'apparence d'une pelote à épingles, avec les plasmodesmes cessant presque de fonctionner par manque d'espace.
L'eau salée est hypertonique pour les poissons qui y vivent. Ils ne peuvent pas s'isoler de la perte d'eau par osmose car ils ont besoin d'une grande surface dans leurs branchies pour les échanges gazeux. Ils compensent cela en ingérant de grandes quantités d'eau et en excrétant le sel à travers leurs reins.
Le contraire d'hypertonique est hypotonique ; l'état intermédiaire est appelé isotonique.